# 무카이노하루역
무카이노하루역(일본어: 向之原駅)은 일본 오이타현 유후시에 위치한 규슈 여객철도 규다이 본선의 철도역이다. 상대식 승강장 2면 2선의 구조를 갖춘 지상역이다.

## 이용 현황
| 승차 인원 추이 | 승차 인원 추이    |
| 연도           | 1일 평균 이용객수 |
| -------------- | ----------------- |
| 2000           | 581               |
| 2001           | 580               |
| 2002           | 570               |
| 2003           | 588               |
| 2004           | 599               |
| 2005           | 624               |
| 2006           | 610               |
| 2007           | 625               |
| 2008           | 635               |
| 2009           | 597               |
| 2010           | 603               |
| 2011           | 581               |

## 역 주변
- 유후 시청 하치마 청사
- 국도 제210호선

## 역사
- 1915년 10월 30일 : 다이토 철도의 역으로서 개업. 읽기는 '무카이노하라'.
- 1922년 12월 1일 : 다이토 철도가 국유화되어, 일본 철도성(일본국유철도)의 역이 된다. 역 읽기는 '무카이노하루'로 변경.
- 1987년 4월 1일 : 일본국유철도 분할 민영화에 의해, 규슈 여객철도가 승계.
- 2003년 3월 15일 : 역사 개축, 현 역사로 한다.
- 2012년 12월 1일 : IC카드 SUGOCA의 이용을 개시.

## 인접 역
| 규다이 본선          | 규다이 본선   | 규다이 본선            |
| -------------------- | ------------- | ---------------------- |
| 오니가세 구루메 방면 | ■ 규다이 본선 | 분고코쿠부 오이타 방면 |